# Dit navn er kvinde
Dit navn er kvinde er en dansk dokumentarfilm fra 1961, der er instrueret af Theodor Christensen efter eget manuskript.

## Handling
Filmens emne er kvindens stilling i det moderne samfund. Den forsøger blandt andet at se, hvorvidt den ligestilling mellem kvinden og manden, som alle rent teoretisk er enige om, også eksisterer i praksis - både inden for hjemmets fire vægge og på arbejdspladsen.